# Alcman 40 Davies = 140 Calame
Alcman 40 Davies = 140 Calame – fragment utworu Alkmana obejmujący jeden wers zachowany całkowicie i jeden wers zachowany częściowo. Dotarł do naszych czasów dzięki Atenajosowi [9.374d], który użył go jako przykładu deklinacji słowa „ptak” w dialekcie doryckim, brzmiącego w nim ὄρνιξ.
Metrum wersu zachowanego w całości stanowi dymetr trocheiczny katalektyczny (lekythion). Metrum wersu zachowanego częściowo nie jest znane. Schemat metryczny całości przedstawia się następująco:
||
Podmiotem mówiącym jest prawdopodobnie chór, podmiot autorski wypowiada się natomiast w trzeciej osobie.
Ze względów literackich fragment ważny jest przede wszystkim jako dumna deklaracja poety. Mówi on bowiem: „znam melodie ptasich śpiewów / znam je wszystkie”. Jako taki wiąże się on pod wieloma względami z zachowanym także dzięki Atenajosowi fragmentem 39 Davies = 91 Calame, w którym Alkman ogłasza się wynalazcą słów i melodii na wzór dźwięków wydawanych przez kuropatwy. 
Jako pierwszy tekst grecki fragment ten używa słowa nomos (oznaczającego poza tym m.in. prawo i gatunek literacki) na oznaczenie melodii, choć nie jest to jeszcze termin techniczny.